# Арбат
Вижте пояснителната страница за други значения на Арбат.
„Арбат“ (на руски: „Арбат“) е живописна пешеходна улица в центъра на Москва (Централен административен окръг, район „Арбат“), която е сред най-известните в града. Понякога е наричана „Стари Арбат“ („Старый Арбат“) за различаване от близката ул. „Нови Арбат“.

## География
Улицата се простира от Арбатския площад (част от „Булевардния пръстен“) до улица (бивш площад) „Смоленски площад“ (част от „Градинския пръстен“). Дължината на улицата е около 1 км. Най-близките метростанции са:
- Арбатская (Фильовска линия) и Арбатская (Арбатско-Покровска линия)
- Смоленская (Фильовска линия) и Смоленская (Арбатско-Покровска линия)

## История
Най-разпространената хипотеза за етимологията на името го свързва с думата „арбад“ (на арабски: أرباض – предградия), навлязла чрез татаро-монголско влияние. За първи път „Арбат“ се споменава в документ от 1493 г.
През 18 век е считан за най-престижното място за живеене в града. Почти напълно е опожарен от пожара в Москва по време на окупацията на града от войските на Наполеон през 1812 г., след което е презастроен наново. През 19 – началото на 20 век на улицата живеят дребни дворяни, артисти и учени.
По време на Втората световна война от германски бомбардировки е разрушена старинната сграда на известния театър „Евгений Вахтангов“ през юли 1941 г. След като е построена успоредната ул. „Нови Арбат“ в началото на 1960-те години, се разтоварва движението по „Стари Арбат“, ползван също и като маршрут за придвижване на Сталин до Московския Кремъл – отстоящ само на 800 м от началото на улицата, в периода от 1930-те до 1950-те години.
От 1982 до 1986 г. е изпълнен мащабен проект за превръщането на „Арбат“ в пешеходна улица, включващ благоустройство на улицата, реконструкция и реставрация на фасадите на зданията. На 1 април същата година е организирано празнуване на Деня на смеха. По време на празненството се събират толкова хора, че се налага да се затвори улицата. Така в празника взимат участие предимно местни жители, докато за мнозинството московчани входът се оказва закрит. Повече подобни мероприятия там не се провеждат, но редовно се изнасят самодейни концерти.

## Забележителности
Поради многото уникални исторически сгради и известни артисти, живели и работили там, днес „Арбат“ представлява важна туристическа атракция. Ето някои от забележителностите:
- сгради: къща на Николай Хитрово (къща музей „Александър Пушкин“), доходни здания, театър „Вахтангов“;
- статуи: на А. Пушкин и жена му Н. Гончарова, на Булат Окуджава, фонтан-статуя на принцеса Турандот;
- заведения за хранене: ресторант „Прага“, The Hard Rock Cafe.